# مسیه ۲۳

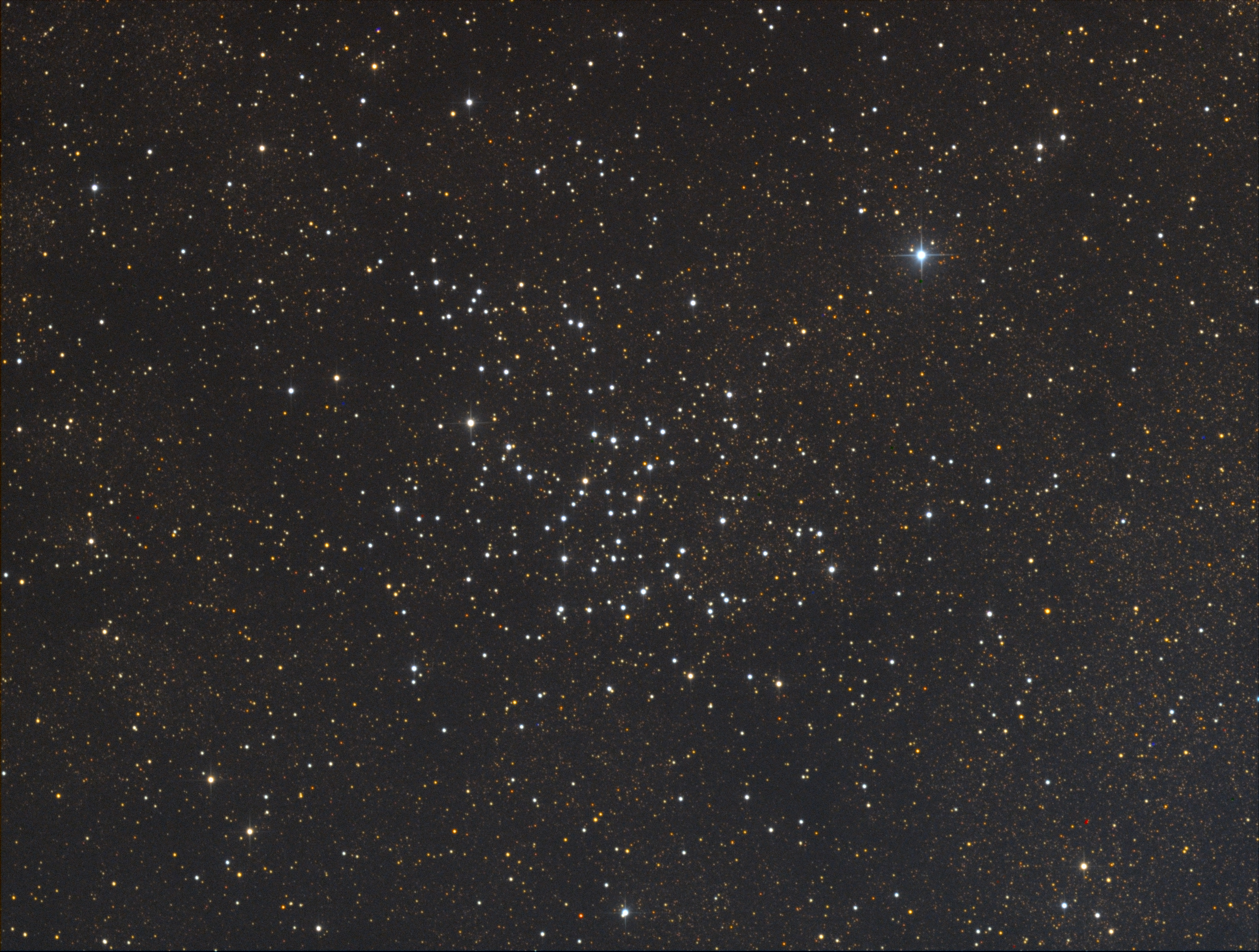
مسیه ۲۳

مسیه ۲۳(به انگلیسی: Messier 23) یا ان‌جی‌سی ۶۴۹۴ یک خوشه ستاره‌ای باز در صورت فلکی کمان است که فاصله آن از زمین چهار هزار و پانصد سال نوری و قدر ظاهری آن ۶ است.